# Migració internacional

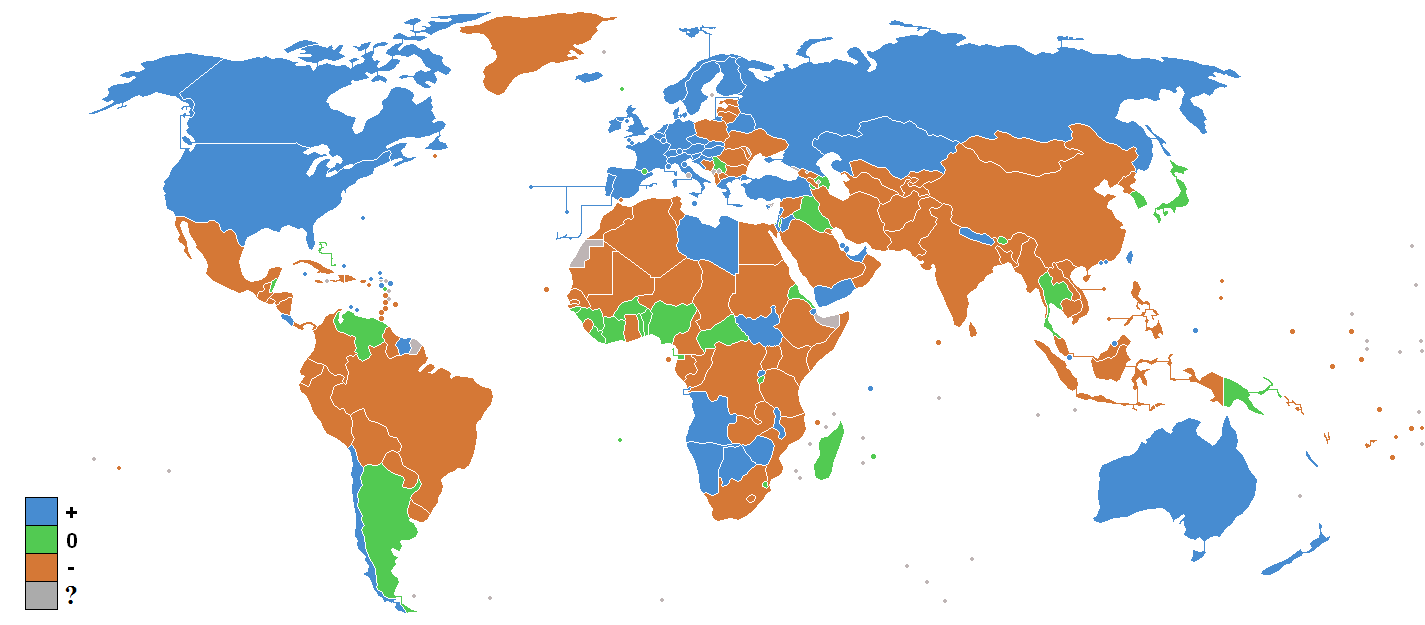
Taxa neta de migració.

La mundialització dels intercanvis, concepte diferent del de la simple internacionalització, ha modificat les relacions entre els País desenvolupat i els Països menys desenvolupats. El moviment de persones com a força de treball ha esdevingut un factor estructural dins un món globalitzat per l'economia i el mercat 
La Unió Europea, reconeix certa recessió demográfica així com l'envelliment de la població dins la comunitat, fet que ha dut a les institucions i als estats membres a revisar llurs políticas migratories.
El desenvolupament de les migracions amb motiu económic és un dels principis proposats per atendre les necessitats del mercat laboral. D'altra banda, l'avenç científic i tècnic ha ajudat a crear una nova imatge cultural a partir de les aspiracions de la població dels països enriquits del nord que s'ha exportat com a realitat extremadament desitjable en quasi totes les regions del món. Hauríem de cercar les causes d'aquesta expansió planetària de sistemes de producció complementaris, en la integració més o menys caòtica dels sistemes d'intercanvi, la submissió de les nacions a les exigències del sistema financer internacional, la difusió de les tècniques a escala planetaria, la velocitat excepcional de circulació dels capitals i l'accelerat ritme d'innovació tecnològica com a efecte de la revolució científica.
Demogràficament parlant, el contrast que en termes de riquesa és favorable per aquests pocs països mal anomenats rics, és en canvi estrepitosament nefast. Mentre s'estima que la població del continent africà arribarà a triplicar-se entre el 1994 i l'any 2050, els europeus es reduiran en un 7%.
Una consulta a la base de dades en línia de l'ONU en afers de població Arxivat 2010-01-07 a Wayback Machine., estima que, si bé l'any 2005 a Europa hi havia 728.389.000 habitants, l'any 2010 n'hi haurà 725.786.000 i el 2015 en quedaran 721.111.000.
Aquests fets no només impliquen una gran pressió migratòria sobre els països rics amb creixement demogràfic negatiu, sinó que obliguen a aquests països a plantejar-se el seu creixement demogràfic intern.
La mundialització és també el sorgiment d'una civilització/món que es materialitza tant en la necessària adaptació mental que requereix la seva utilització com en els mitjans de comunicació, arribant a tots els racons del planeta.
Darrere de l'evolució global podrien sorgir desigualtats que serien la causa demogràfica de les migracions presents i futures segons Blanco, Cristina Las migraciones contemporáneas El libro universitario/ Ciencias Sociales. Alianza Edit. Madrid 2000.
Els corrents internacionals es multipliquen a escala regional i entre els continents, afavorides, i a vegades induïdes pel desenvolupament de les infraestructures tècniques i organitzatives de l'economia mundial però pendent legitimació. D'aquesta manera s'estableixen forts llaços entre la creació de mercats mundials de serveis i mercaderies i l'augment de fluxos monetaris entre fronteres i corrents migratòries vinculades al treball (VVAA Geoeconomía de las corrientes migratorias a El Atlas. Le Monde Diplomatique – edición española – Madrid 2006).
En el moment actual s'estima que la població migratòria suposa gairebé un 2,1% de la població mundial, uns 130 milions de persones.
Si intentem establir les tendències actuals dels fluxos migratoris, ens trobem que tot i l'agreujament de les diferències entre les regions més desenvolupades i les més empobrides del planeta s'han estabilitzat, i en segons quins casos disminuït, els fluxos en direcció als països de l'OCDE. Aquesta estabilització s'ha fet notar tant en alguns països de la Unió Europea (Alemanya, França, Països Baixos, Luxemburg, Suïssa...) com a Austràlia, el Canadà i els EUA.
La Inmigration Act dels EUA el 1990 estableix d'una banda que existeix una relació directe positiva entre el creixement econòmic dels EUA i l'acollida de nous migrants, i d'altra, la immigració permanent ha de seguir sent la base de la política nord-americana d'immigració.
Les polítiques restrictives d'entrada de nous contingents en combinació amb les polítiques de nacionalitats i reagrupament familiar, han estabilitzat les poblacions estrangeres residents a l'antiga Europa dels 15, tret dels casos espanyol i italià, on la tendència és un fort creixement de la població immigrada en estat irregular que arriba a duplicar i fins triplicar la immigració legalitzada.
De manera paral·lela a l'estabilització s'ha observat la persistència d'una sèrie de tendències fonamentals com són la diversificació de països de destí i també d'origen, la persistència dels fluxos tradicionals, la tendència a l'augment d'emigració des del continent asiàtic (sobretot cap al Canadà i els EUA) i l'accentuació del caràcter interregional de les migracions.
Al contrari del que sembla a primera vista, els països enriquits no són els únics que es veuen afectats pels fluxos migratoris. Són també i sobretot les regions empobrides del planeta, ja que aquestes reben més del 83% de la totalitat dels refugiats.
Les migracions sud/nord, al seu torn, afecten l'estructura global de les poblacions dels països d'origen: camperols, obrers, capes mitjanes, tècnics, científics... dit d'una altra manera no només exporten el que no necessiten sinó també allò que sí que necessiten i si existeix un camp en el que el concepte d'immigració a la carta posa de manifest tota la seva ambigüitat, aquest és el de la salut .
A Europa, diversos països que històricament eren d'emigració s'han convertit en països d'immigració o de trànsit, sobretot els del sud com ara Espanya, Itàlia i Portugal (Blanchet, K. i Keith, R. África trata de retener a sus médicos a Le Monde Diplomatique (edición española), núm. 134 desembre 2006 Madrid).